# Skażenie środowiska
Skażenie środowiska – zanieczyszczenie środowiska przyrodniczego (zwłaszcza gleby, wody, powietrza) albo organizmu ludzkiego czy zwierzęcego toksycznymi środkami chemicznymi, materiałami promieniotwórczymi lub zakaźnymi czynnikami biologicznymi, niezależnie od ich rodzaju i czasu ich oddziaływania.

## Skażenie chemiczne
Jest to szkodliwe zanieczyszczenie powietrza, terenu, obiektów i organizmów żywych przez trucizny i substancje szkodliwe, a w czasie wojny także przez bojowe środki trujące. Trwałość skażenia chemicznego jest zależna od trwałości substancji toksycznych i warunków meteorologicznych. Niektóre substancje np. dioksyna, mogą się utrzymywać w terenie przez wiele lat, inne zaś szybko ulegają rozkładowi lub bardzo dużemu rozcieńczeniu.

## Skażenie promieniotwórcze
Jest to zanieczyszczenie powietrza, wody, gleby, ciała ludzkiego, przedmiotów itp. substancjami promieniotwórczymi. Może wystąpić w wyniku wybuchu jądrowego, awarii reaktorów jądrowych, podczas pracy w laboratorium radiochemicznym. Jest bardzo groźne dla zdrowia i życia ludzi i zwierząt.
Skażenie promieniotwórcze usuwa się metodami mechanicznymi i chemicznymi.

## Skażenie gleb
Jest to zmiana składu gleb na skutek osadzania na jej powierzchni związków emitowanych przez zakłady przemysłowe i wmywania zanieczyszczeń atmosferycznych i powierzchniowych w głąb profilu glebowego przez infiltrujące wody opadowe.
Skażenie gleb powoduje zahamowanie obiegu składników mineralnych i organicznych oraz zmianę właściwości biochemicznych gleb.
Głównymi pierwiastkami powodującymi skażenie gleb są:
- siarka
- fluor
- ołów
- cynk
- mangan
- miedź
- inne.

## Skażenie wód
Jest to wprowadzenie do wód substancji toksycznych lub promieniotwórczych

## Skażenie żywności
Jest to niezamierzone lub celowe wprowadzenie do żywności substancji chemicznych lub promieniotwórczych, a także mikroorganizmów chorobotwórczych.
Czynnikami chemicznego skażenia żywności są:
- środki ochrony roślin
- substancje stosowane do produkcji opakowań
- metale ciężkie
- azotany
- azotyny
- N-nitrozoaminy
- wielopierścieniowe węglowodory aromatyczne
- antybiotyki i pozostałości leków stosowanych do leczenia zwierząt hodowlanych.

Źródłem skażenia żywności może być gleba, powietrze atmosferyczne, woda oraz proces technologicznych przygotowania pożywiania.